# Конас Кий
Ко̀нас Кий (на английски: Connah's Quay; на уелски: Cei Connah, Кей Ко̀на) е град в Северен Уелс, графство Флинтшър. Разположен е около устието на река Дий на около 10 km западно английския град Честър. Има жп гара. На около 6 km до югоизточната му част е летището на уелските градове Хардън и Бротън. Населението му е 18 268 жители според данни от преброяването през 2001 г.

## Спорт
Представителният футболен отбор на града се казва ФК ГАП Конас Кий. Дългогодишен участник е в Уелската Висша лига.